# 明治针灸大学医疗技术短期大学部
明治针灸大学医疗技术短期大学部（日语：／ Meiji Shinkyu Daigaku Iryo Gijutsu  Tanki Daigakubu *），简称明治柔整短大（めいじじゅうせいたんだい），是過去一所位于日本京都府南丹市的私立短期大学。

## 概要

### 简介
- 学校最早可以追溯到1925年即山崎针灸学院的创立于大阪市西区[1]。短期大学为于2002年开办[1]、由学校法人明治东洋医学院经营。招生到于2005年[2]、停办于2009年。现在的明治国际医疗大学保健医疗系。

### 历史
- 2002年 明治针灸大学医疗技术短期大学部成立并同时设置柔道整骨学科[1]。
- 2004年 明治针灸大学保健医疗系成立。明治针灸大学医疗技术短期大学部继续招生[2]。
- 2005年 明治针灸大学医疗技术短期大学部招生最后[2]。
- 2009年 明治针灸大学医疗技术短期大学部停办[2]。

### 宪章
- 请参看旧明治针灸大学医疗技术短期大学部的标志 （页面存档备份，存于） （日語） 2013年11月22日阅览。

## 学校环境
- 校区：在京都府南丹市日吉町了

## 组织

### 学科
- 柔道整骨学科[注 1]

### 专科
| - 没有 |

### 业余课程
| - 没有 |

## 相关链接
- 日本短期大学列表
- 明治针灸短期大学：招生到于1982年。停办于1987年。